# Lisi Las
Lisi Las [pronunciación en polaco: /ˈliɕi ˈlas/] (en alemán: Friedrichsfelde) es un asentamiento ubicado en el distrito administrativo de Gmina Dzierzgoń, dentro del condado de Sztum, voivodato de Pomerania, en el norte de Polonia. Se encuentra aproximadamente a 9 kilómetros al noroeste de Dzierzgoń, a 18 kilómetros al noreste de Sztum, y a 61 kilómetros al sureste de la capital regional, Gdańsk.